# Andrzej Lasota (zm. 1592)
Andrzej Lasota z Łopiennika herbu Rawicz (zm. przed 29 września 1592) – łowczy lubelski w latach 1559–1592.
15 grudnia 1575 roku podpisał elekcję Stefana Batorego i Anny Jagiellonki. Poseł województwa lubelskiego na sejm koronacyjny 1576 roku, na sejm 1576/1577 roku i sejm konwokacyjny 1587 roku. Był członkiem konfederacji generalnej zawiązanej 7 marca 1587 roku.
Należał do wspólnoty braci polskich.